# Olga Artechina
Olga Dmitrievna Artechina (en russe : Ольга Дмитриевна Артешина), née le 27 novembre 1982 à Samara, en RSFS de Russie, est une joueuse russe de basket-ball, évoluant au poste d'ailière.

## Biographie
Après plusieurs saisons au club, elle remporte de nouveau en 2013 l'Euroligue avec UMMC Iekaterinbourg, avec 2 points et 4 rebonds en finale.
Elle remporte son troisième titre avec UMMC Iekaterinbourg qui dispose 72 à 69 d'Orenburg.

## Club
- 1997-1998 :  SKA (Samara)
- 1998-2006 :  Volgaburmash Samara
- 2006-2009 :  CSKA Moscou
- Depuis 2009 :  UMMC Iekaterinbourg

## Palmarès

### Club
- EuroLigue 2005,  2013[2] et 2016[3]
- Superligue russe 2004, 2005, 2006, 2010, 2011, 2012, 2013, 2014[4].
- Coupe de Russie 2004, 2006, 2007, 2010, 2013[5]
- Vainqueur de l'EuroLigue 2013[2]  et 2018[6].

### Sélection nationale
Jeux olympiques d'été
- -  médaille de bronze des Jeux olympiques de 2004 à Athènes

Championnat du monde
- Médaille d'argent au Championnat du monde 2006 au Brésil
- Médaille d'argent au Championnat du monde 2002

championnat d'Europe
- Médaille d'or au Championnat d'Europe 2011 en Pologne[7]
- Médaille d'or au Championnat d'Europe 2007 en Italie
- Médaille d'or du championnat d'Europe 2003
- Médaille d'argent au Championnat d'Europe 2009
- Médaille d'argent du championnat d'Europe 2005
- Médaille d'argent du championnat d'Europe 2001